# Dorothee Mields
Dorothee Mields (* 15. April 1971 in Gelsenkirchen) ist eine deutsche Sopranistin und Barockmusikerin.

## Leben
Dorothee Mields hat Eltern deutscher und bessarabischer Herkunft. Sie studierte an der Hochschule für Künste in Bremen bei Harry van der Kamp, Elke Holzmann und Gabriele Schreckenbach. Später setzte sie ihre Studien fort bei Julia Hamari (1994 bis 1998) und Richetta Manager (seit 2006).
Sie widmet ihre Arbeit der Musik des 17. und 18. Jahrhunderts, tritt aber auch mit zeitgenössischer Musik auf. Sie arbeitet regelmäßig mit Ludger Rémy, Hans-Christoph Rademann, dem Collegium Vocale Gent, dem Bach Collegium Japan, der Nederlandse Bachvereniging, dem „Tafelmusik Baroque Orchestra“, dem Freiburger Barockorchester und anderen zusammen.
Dorothee Mields unterrichtete von 2001 bis 2003 an der Hochschule für Musik Franz Liszt Weimar. Seit 2016 doziert sie am Königlichen Konservatorium Den Haag und seit 2018 an der Hochschule für Künste Bremen. Seit 2016 ist sie mit dem amerikanischen Komponisten Aaron Andrew Hunt verheiratet.

## Prämierte Einspielungen
Ihre Einspielung der Gellert-Oden von Carl Philipp Emanuel Bach (mit Ludger Rémy am Hammerklavier) wurde vom Magazin Le Monde de la musique mit einem „Choc“ ausgezeichnet.
Die 2014 erfolgte Einspielung von La Couronne de Fleurs und dem fragmentarischen Werk La descente d’Orphée aux enfers von Marc-Antoine Charpentier unter Paul O’Dette und Stephen Stubbs mit Mields als Proserpine und Enone bzw. Amaranthe und weiteren Solisten sowie dem Kammerensemble des Boston Early Music Festival wurde im Februar 2015 mit dem Grammy Award als die „Beste Opernproduktion“ des Vorjahres ausgezeichnet.

## Diskografie (Auswahl)
- 2009: In darkness let me dwell. Lautenlieder von John Dowland. Mit Lee Santana (Laute), Hille Perl (Viola da gamba) und dem Ensemble Sirius Viols.
- 2010: Henry Purcell: Love Songs. Mit der Lautten Compagney Berlin unter Wolfgang Katschner
- 2012: Henry Purcell u. a.: Love’s Madness. Lautten Compagney Berlin unter Wolfgang Katschner

### Mit Ludger Rémy
- 2002: Deutsche Kammerkantaten von Gottfried Heinrich Stölzel
- 2003: Johannes-Passion von Georg Gebel
- 2004: 30 Gellert-Oden (Herrn Professor Gellerts Geistliche Oden und Lieder) von Carl Philipp Emanuel Bach mit Ludger Rémy (Hammerklavier)
- 2007: Zwei Serenaden von Gottfried Heinrich Stölzel
- 2008: Die Liebe Gottes ist ausgegossen und weitere Kantaten von Philipp Heinrich Erlebach

### DVD
- Johann Sebastian Bach: Ein feste Burg ist unser Gott. Kantate BWV 80. Dorothee Mields (Sopran), Terry Wey (Altus), Bernhard Berchtold (Tenor), Klaus Mertens (Bass); Chor und Orchester der J. S. Bach-Stiftung, Rudolf Lutz (Leitung). Samt Einführungsworkshop sowie Reflexion von Johannes Anderegg. Gallus Media, 2017.[4]